# オーフス県

オーフス県
Århus Amt

オーフス県（オーフスけん デンマーク語:Århus Amt）はかつて存在したデンマークの地方行政区画（県）。デンマーク中央部、ユトランド半島東岸に位置し、行政府所在地はオーフス。地方行政区画再編により、2006年12月31日をもって廃止され、翌2007年1月1日より、大部分は中央ユラン地域に組み入れられたが、ごく一部は北ユラン地域に組み入れられた。